# Kapela u Ronchampu
Kapela Notre Dame du Haut u Ronchampu (francuski: Chapelle Notre-Dame-du-Haut de Ronchamp), poznata i kao Notre Dame du Haut, dovršena 1954. godine, je jedan od najboljih primjera građevina arhitekta Le Corbusiera i jedna od najvažnijih građevina arhitekture 20. stoljeća.

## Povijest
Švicarsko-francuski arhitekt Le Corbusier, građanskim imenom Charles-Edouard Jeanneret, gradio je do tada samo svjetovne građevine i bavio se samo problemima gradskih građevina. Njegova djela, kao na primjer švicarska kuća u Cite Universitaire u Parizu ili Unite d'Habitation u Marseilleu, učinila su ga znamenitim u svijetu. Stoga je oklijevao kad su mu godine 1950. predložili da kao naknadu za razorenu zavjetnu crkvu Notre-Dame-du-Haut iz Ronchampa u II. svjetskom ratu, nedaleko Belforta, sagradi novu.
Odlučujuće je bilo razgledanje mjesta. U lipnju 1950. nastale su prve skice. One su se toliko razlikovale od onog uobičajenog, odavna poznatog, da je i sam Le Corbusier govorio o jednoj „ludo drskoj, ali upravo hrabroj” građevini.

## Odlike
Poput neke „špilje bez brijega” doima se unutrašnjost crkve. Vanjski oblik podsjeća prije na neku modernu plastiku negoli na crkvu, ali nadbiskup od Becancona i komisija njegove biskupije odobrili su ove smjele nacrte. Poslije izgradnje, koja je trajala 4 godine, građevina je bila posvećena. Veličina crkve je razmjerno čedna. Crkvena lađa, veličine 25 x 15 m, može primiti najviše 250 osoba. Za velika hodočašća izgrađen je oltar i propovjedaonica pod vedrim nebom. "Ni jednog trenutka nisam pomišljao da stvorim nešto, što bi trebalo pobuđivati pažnju", priznao je Le Corbusier. A ipak, u godinama poslije dovršenja crkve, jedva da je postojala koja građevina na svijetu, koja bi bila dublje proklinjana i više hvaljena od Notre-Dame-du-Haut u Ronchampu. Potpuna asimetrija građevine, odustajanje od zvonika - ona tri tornja služe isključivo kao rov za dovod svjetla na oltar - krov, koji djeluje kao daje izvrnut, unutrašnjost gotovo gola - sve je to zastrašilo kritičare, sve ih je to podsjećalo na Picassa.
Le Corbusier nije osporavao izvjesnu sličnost: „Apstraktna umjetnost, koja danas posvema s pravom izaziva žestoke prepirke, uzrok je što Ronchamp i postoji”. Već i prije umjetnik je pojasnio: „Revolucija se ne stvara u trenutku htijenja; revolucija se stvara u trenutku kad je rješenje doneseno”. Bio je te sreće, da su njegovi najsnažniji branitelji bili ljudi koji su u njega naručili posao. Čovjek je ponajprije iznenađen krajnjom novošću tih oblika, pisao je francuski dominikanac M. A. Co-uturier. „Ali uskoro čovjek uvida da se površine i oblici ovdje razvijaju osjetljivošću i slobodom živih organizama, ali istodobno ostaju podvrgnute i strogosti koja upravlja funkcijama i svrhom nečeg organičkog. U svim dijelovima otkriva se sakralni karakter, a ne na kraju u tom novom i neobičnom obliku”.
Tko od jedne zavjetne crkve traži ljepotu i raskoš, taj će biti Ronchampom razočaran. Građevina sagrađena visoko iznad šuma Cherimonta ne pokazuje se na prvi pogled. Crkva je u prvom redu funkcionalna građevina koja pokušava svoje zadatke ispuniti na najbolji mogući način. Ali ona je još i nešto više od „jedne posude mira, dražesti. Zahtjev je, da se izrazom građevne umjetnosti dostignu osjećaji koji su na tom mjestu probuđeni” (Le Corbusier).

## Vanjske poveznice
- Fotografije eksterijera i interijera  Arhivirana inačica izvorne stranice od 28. rujna 2007. (Wayback Machine)
- Slide-show fotografija  Arhivirana inačica izvorne stranice od 20. lipnja 2009. (Wayback Machine)
- Službene stranice Ronchampa